# 乌佩纳维克

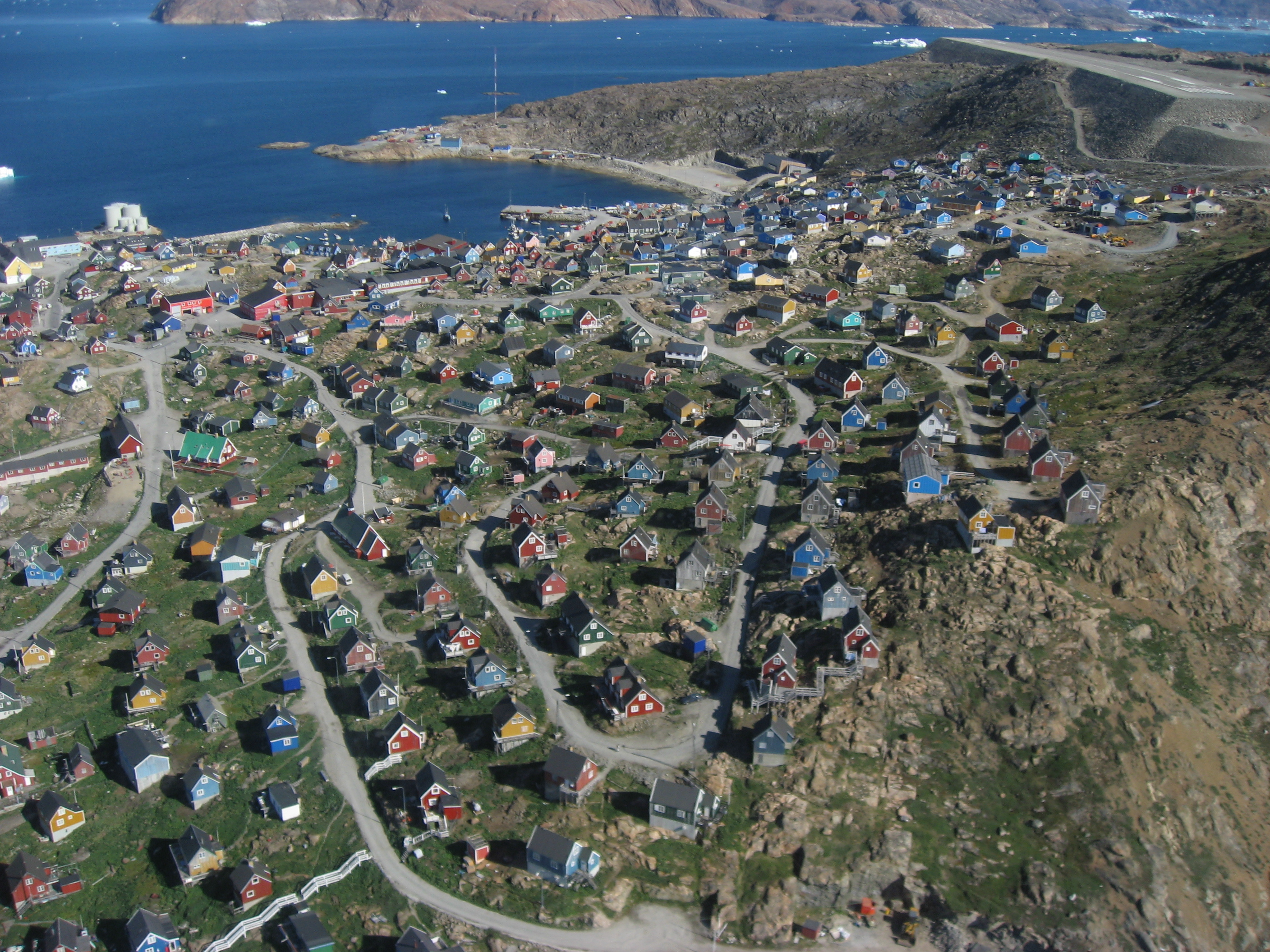
从空中俯瞰乌佩纳维克

乌佩纳维克是格陵兰西北部阿万纳塔市镇内的城镇，位于一个同名的小岛上。2020年时居民数量为1,092人，为格陵兰第12大的城镇。镇上有乌佩纳维克博物馆。

## 歷史

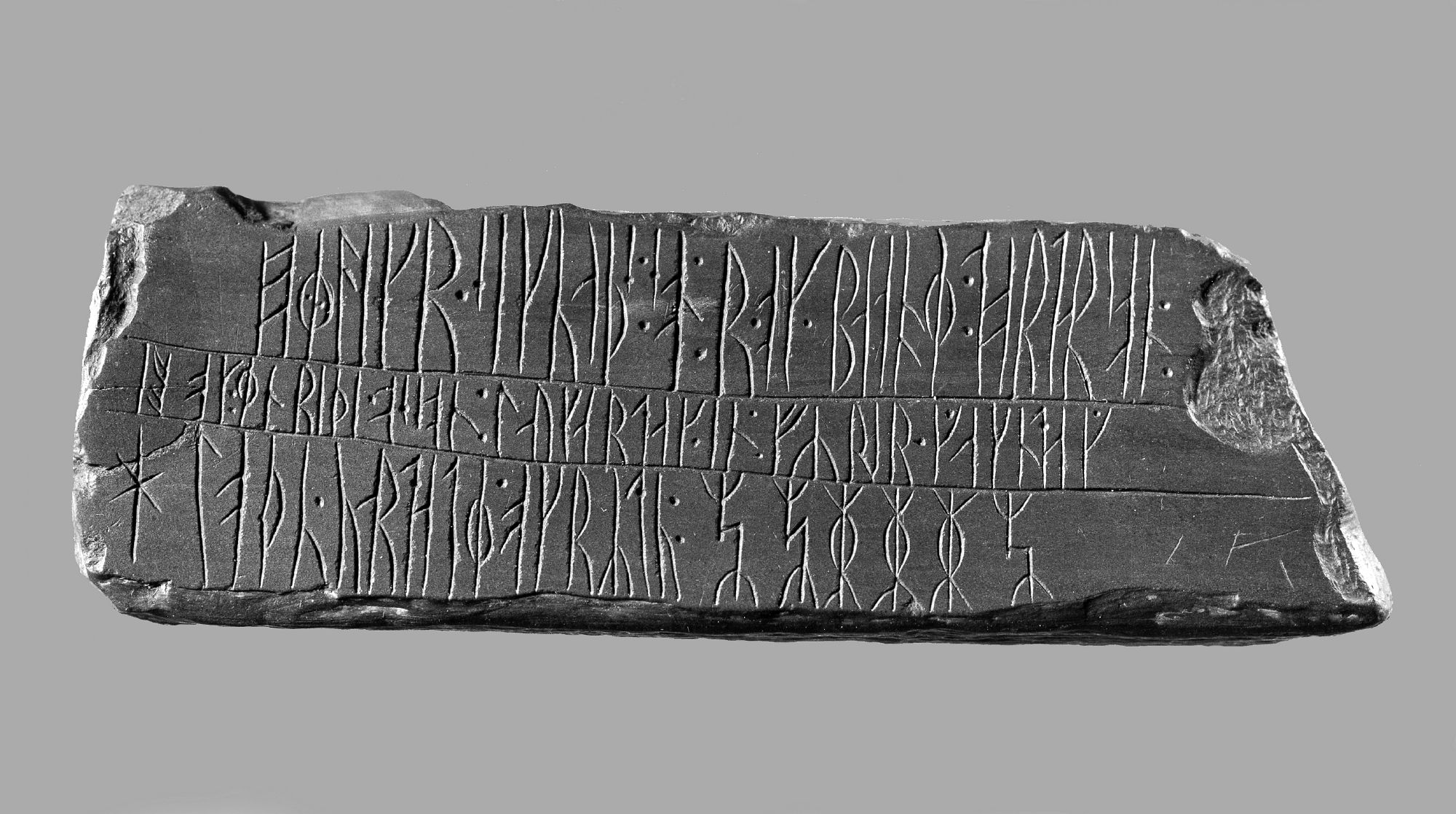
青吉托爾蘇阿克盧恩石刻

1824年，在乌佩纳维克镇外发现了青吉托爾蘇阿克盧恩石刻（Kingittorsuaq Runestone），上面有维京人刻的北欧文字。